# Тарасовка (Брасовский район)
Тарасовка (первоначально — Тарасова Гута) — деревня в Брасовском районе Брянской области, в составе Крупецкого сельского поселения. 
 Расположена в 14 км к западу от пгт Локоть, в 6 км к востоку от станции Кокоревка. Население — 28 человек (2010).

## История
Упоминается с XVIII века как слобода в составе Трубчевского уезда, бывшее дворцовое владение. Входила в приход села Кокоревки.
С 1861 по 1924 год — в составе Краснослободской волости Трубчевского уезда; в 1924 году вместе со всей волостью передана в Севский уезд, и в том же году, после расформирования Краснослободской волости, включена в Брасовскую волость.
С 1929 года в Брасовском районе; с 1920-х гг. до 1962 года входила в Шемякинский сельсовет.
| Годы      | 1866 | 1897 | 1926 | 1979 | 1989 | 2002 | 2010 |
| --------- | ---- | ---- | ---- | ---- | ---- | ---- | ---- |
| Население | 426  | 632  | 901  | 264  | 167  | 73   | 28   |